# Мудрост
Мудрост је појам који означава дубоко знање, увид, добро расуђивање. Човек који тежи мудрости назива се филозоф (гр: филиа - љубав, софиа - мудрост, дословно мудрољуб), а онај који је стекне мудрац. Мудрост се каткад употребљава и као синоним за памет, премда памет означава способност за мудрост, али не још и мудрост саму. Традиционална представа мудраца обично подразумева старе људе.
Мудрост је повезана са атрибутима као што су непристрасно расуђивање, саосећање, искуствено самоспознаја, самопревазилажење и невезаност, и врлинама као што су етика и добронамерност. Мудрост је дефинисана на много различитих начина, укључујући неколико различитих приступа за процену карактеристика које се приписују мудрости.

## Дефиниције
Оксфордски речник енглеског језика дефинише мудрост као „способност исправног просуђивања у стварима које се односе на живот и понашање; разумност расуђивања у избору средстава и циљева; понекад, мање строго, здрав разум, посебно у практичним пословима: супротно лудости;”, такође "Знање (нарочито високе или нејасне врсте); просветљење, учење, ерудиција." Чарлс Хадон Сперџон је дефинисао мудрост као „исправну употребу знања”. Роберт Сатон и Ендру Харгадон дефинисали су „став мудрости“ као „деловање са знањем док сумњате у оно што неко зна“. У друштвеним и психолошким наукама постоји неколико различитих приступа мудрости, са великим напретком у последње две деценије у погледу операционализације и мерења мудрости као психолошке конструкције. Мудрост је способност да се о нечему унапред зна, да се знају последице (позитивне и негативне) свих доступних праваца акција, и да се препусте или узму опције са највећом предношћу, било за садашње или будуће импликације.

## Мудрост у филозофији
Стари Грци су сматрали да је мудрост важна врлина, персонификована као богиње Метида и Атина. Метида је била прва Зевсова жена, који ју је, према Хесиодовој Теогонији, прогутао трудну; Зевс је након тога добио титулу Метиета („Мудри саветник”), пошто је Метида била оличење мудрости, и он је родио Атину, за коју се каже да је изникла из његове главе. Атина је била приказана као снажна, поштена, милостива и чедна. Аполон је такође сматран богом мудрости, означен као диригент Муза (Мусагета),, које су биле персонификације наука, као и надахнуте и поетске уметности; Према Платону у његовом Кратилу, име Аполона могло би да значи и „Ballon“ (стреличар) и „Omopoulon“ (ујединилац полова [божанског и земаљског]), пошто је овај бог био одговоран за божанска и истинска надахнућа, те се стога сматрао стрелицом који је увек био успешан у исцељивању и пророчанству: „он је увек стрелац“. Аполон је сматран богом који је пророковао преко свештеница (Питија) у Аполоновом храму (Делфи), где је уписан афоризам „спознај самог себе“ (gnōthi seauton) (део мудрости Делфских максима). Он је био у супротности са Хермесом, који је био у сродству са науком и техничком мудрошћу, а у првим вековима после Христа био је повезан са Тотом у египатском синкретизму, под именом Хермес Тримегист. Грчка традиција забележила је најраније уводнике мудрости у Седам грчких мудраца.
Мудрост је стециште сумње и извесности.— Leonid S. Sukhorukov
У индијским филозофијама мудрост се односи на увид у истину света, а не само на његово (спољно) познавање. Она доноси спокој и унутрашње задовољство мудрацу.
Кант разуме мудрост као сагласност воље о коначној сврси. Шопенхауер сматра да мудрост означава не само теоријску него и практичну савршеност, тј. она је потпуно исправна спознаја ствари која у тој мери прожима човека да га потпуно води у његовом делању.
Руски филозофи 19. и 20. столећа (Александар Соловјев, Павел Флоренски и Сергеј Булгаков) развили су посебно филозофијско-теолошко учење о мудрости, софиологију.

## Развој мудрости
Човек који се окреће мудрости налази времена за духовно усавршавање, не допуштајући да га „прогутају“ захтеви практичног живота. Настојање око правога знања захтева човеков животни ангажман, тј. живот који је сукладан том настојању, што у крајњем облику представља спремност на телесну смрт ради одбране властитог увида.

## Обележја мудраца
Према Сократу, мудрост побеђује и страх од смрти.
И лудак и мудрац се смеше, али мудрац зна зашто то чини, а лудак не зна.— Аџан Ча

## Психолошке перспективе
Психолози су почели да прикупљају податке о уобичајеним веровањима или народним теоријама о мудрости. Прве анализе указују да иако „постоји преклапање имплицитне теорије мудрости са интелигенцијом, проницљивошћу, духовношћу и оштроумношћу, евидентно је да је мудрост стручност у суочавању са тешким животним питањима и прилагођавању сложеним захтевима.“
Такве имплицитне теорије су у супротности са експлицитним теоријама и емпиријским истраживањима насталих психолошких процеса који су у основи мудрости. Мишљења о тачним психолошким дефиницијама мудрости се разликују, али постоји одређени консензус да су за мудрост критични одређени метакогнитивни процеси који омогућавају размишљање о животу и просуђивање о критичним животним стварима. Ови процеси укључују препознавање граница сопственог знања, признавање неизвесности и промена, пажњу на контекст и ширу слику, и интеграцију различитих перспектива ситуације. Когнитивни научници сугеришу да мудрост захтева координацију таквих процеса расуђивања, јер они могу пружити проницљива решења за управљање нечијим животом. Приметно је да се такво размишљање теоријски и емпиријски разликује од опште интелигенције. Роберт Стернберг је сугерисао да мудрост не треба мешати са општом (флуидном или кристализованом) интелигенцијом. У складу са овом идејом, истраживачи су емпиријски показали да се мудро расуђивање разликује од коефицијента интелигенције. У наставку је наведено још неколико нијансираних карактеризација мудрости.
Балтес и колеге у делу Mudrost: њена структура и функција у регулисању животног века успешног развоја дефинишу мудрост као „способност да се носи са противречностима одређене ситуације и да процени последице неке акције за себе и за друге. Она се постиже када се у конкретној ситуацији може припремити баланс између интраперсоналних, међуличних и институционалних интереса“. Сматра се да је сама равнотежа критични критеријум мудрости. Емпиријско истраживање је почело да пружа подршку овој идеји, показујући да је резоновање повезано са мудрошћу асоцирано са постизањем равнотеже између интраперсоналних и интерперсоналних интереса када се суочавају са изазовима личног живота, и када се постављају циљеви за управљање међуљудским сукобима.
Истраживачи у области позитивне психологије дефинисали су мудрост као координацију „знања и искуства“ и „њено намерно коришћење за побољшање благостања“.